# Brachyrhopala ruficornis
Brachyrhopala ruficornis är en tvåvingeart som beskrevs av Macquart 1847. Brachyrhopala ruficornis ingår i släktet Brachyrhopala och familjen rovflugor. Inga underarter finns listade i Catalogue of Life.